# El Turó de la Peira
Turó de la Peira este un cartier din districtul 8, Nou Barris, al orașului Barcelona.